# Crise de 25 de Novembro de 1975
A Crise de 25 de Novembro de 1975 foi uma intentona militar levada a cabo por sectores das Forças Armadas Portuguesas, nomeadamente unidades alinhadas com a esquerda radical e o Partido Comunista Português (PCP), cujo resultado levaria ao fim do Processo Revolucionário em Curso (PREC) e a um processo de estabilização da democracia representativa em Portugal.
No dia 12 de novembro de 1975, houve uma manifestação reivindicativa que contou com dezenas de milhares de trabalhadores e que cercou o Palácio de São Bento durante dois dias. Com a recusa do Ministério do Trabalho em atendê-los, a manifestação radicalizou-se, e mobilizou-se contra o VI Governo Provisório, que suspendeu funções dia 20. 
Na madrugada do dia 25, Vasco Lourenço é declarado comandante da Região Militar de Lisboa (RML) pelo Conselho da Revolução (CR). Houve movimentações dos paraquedistas da Base Escola, que ocuparam rapidamente várias bases aéreas, assim como o Estado-Maior da Força Aérea, do Regimento de Artilharia de Lisboa (RALIS), que, pouco depois, montou um aparato militar em várias zonas, e das tropas da Escola Prática de Administração Militar (EPAM), que ocuparam os estúdios da Rádio e Televisão de Portugal e tomaram controlo das portagens da autoestrada do Norte. Por volta das sete da manhã, os paraquedistas ocuparam o comando da 1.ª Região Aérea e prenderam o seu comandante. Aqui, é dado o alerta à Presidência da República que "o 'golpe' está na rua". 
Ainda não é possível delinear com precisão o perfil dos diferentes grupos nas movimentações.
O Grupo dos Nove deslocou-se até Belém, e o Presidente Costa Gomes, que teve um papel inconteste nas horas seguintes, assumiu a liderança. As medidas providenciais levaram à desmobilização popular, numa altura em que a população começava a cercar os vários pontos militares, o que poderia levar à distribuição de armas. Otelo Saraiva de Carvalho, anteriormente desaparecido, regressou a Belém, onde também teve um papel determinante. Costa Gomes decretou o estado de sítio na RML às 16h30. Houve no resto do dia tentativas dos sublevados de tentar reverter a situação, desfavorável para si, e ofensivas dos moderados. 
Dia 26, o CR decidiu dissolver o COPCON, e ordenou a presença de todos os seus comandantes no Palácio de Belém. Ao longo deste dia, os sublevados continuaram a perder posições, e a situação começou a normalizar-se. Das dezenas de oficiais já encarcerados em Custoias, juntaram-se a esses os do COPCON, cercado no dia 27. Um dia depois, já se falou de "vitória", embora não se soubesse de quem.
Segundo a historiadora Maria Inácia Rezola, "[…] continua a ser um dos episódios mais polémicos e, em alguns aspetos, nebulosos do Processo Revolucionário Português". Há um consenso na historiografia portuguesa de que as movimentações militares foram provocadas pela saída dos paraquedistas, e de que, também conforme os seus protagonistas, os acontecimentos não se baseavam apenas numa simples reivindicação corporativa. Contudo, não há consenso se houve, ou não, uma tentativa de golpe de Estado, e quais foram os responsáveis. Também há falta de consenso em várias outras questões, que têm como causa a falta de resposta à questão de quem ordenou a saída dos paraquedistas: por exemplo, se foi uma tentativa de golpe de Estado ou uma ação provocada para clarificar a situação político-militar; quantos planos militares existiam; como explicar o comportamento de Otelo Saraiva de Carvalho e dos pertencentes ao Conselho da Revolução, o comportamento do Partido Comunista Português (PCP), e do Presidente da República incumbente — Francisco Costa Gomes.

## Antecedentes
Em continuação do clima socio-político do Verão Quente, a sociedade e os blocos políticos continuam em conflito tumultuoso. 

### Movimentações à Direita
De maio a novembro de 1975, os 292 atentados terroristas de direita pelo MDLP ou similares incluem assaltos a sedes, atentados bombistas, incêndios, atentados a tiro, espancamentos e apedrejamentos. Os alvos são primordialmente ativistas, sindicalistas e políticos de Esquerda, sedes de partido (PCP, UDP, etc), organizações cívicas (Cooperativa Árvore, Sede da Associação SAAL, etc) ou até mesmo uma embaixada (Cuba). As suas atividades prolongar-se-ão até 1979, totalizando 566 ações violentas e levarão a pelo menos nove mortos.
Sob a égide do plano Maria da Fonte, vários líderes da rede, como Paradela de Abreu, Rui Castro Lopo, major Canto e Castro e alguns civis retornados reúnem em Chaves em Setembro 1975. Discutem a possibilidade de um golpe popular em Outubro para legitimar uma ação militar em Lisboa antes de 11 de Novembro de 1975, data da independência de Angola.
Frank Carlucci, embaixador norte-americano, visita a região ao Norte do Mondego entre 3 e 6 de Novembro de 1975, encontrando-se com:
- líderes religiosos como o arcebispo de Braga e os bispos do Porto, Viseu e Vila Real;
- três governadores civis e cinco presidentes de câmara;
- retornados portugueses de Angola.

Fato maior é a deslocação das sedes de PS, PSD e CDS para o Porto nos dias que antecedem o 25 de Novembro, sob proteção do brigadeiro Pires Veloso, comandante da Região Militar do Norte, cognome Vice-rei do Norte. Mário Soares terá pedido ajuda aos aliados ocidentais e a invasão de tropas espanholas estará estado em cima da mesa. O então Presidente da República Costa Gomes nunca compreendeu esta movimentação do PS, designando-a uma fraqueza baseada em rumores fantasistas, refugiando-se à sombra do MDLP. Melo Antunes dirá ao Independente em 1998 que Soares e o PS “aliaram-se ao que de pior havia nas Forças Armadas”, aliando-se ao ELP e MDLP.

### Movimentações à Esquerda
As ocupações de terras apoiadas pela esquerda expandem-se particularmente a sul e nos latifúndios chegando a um milhão de hectares (aproximadamente um quarto da superfície agrícola), de forma a constituir cooperativas de produção.
No dia 12 de novembro de 1975, houve uma manifestação de dezenas de milhares de trabalhadores da construção civil que cercou o local de reunião da Assembleia Constituinte — o Palácio de São Bento — durante dois dias. No início, tinha como objetivo primário as reivindicações laborais dos trabalhadores desse setor; contudo, devido à rejeição do Ministério do Trabalho em atender os trabalhadores, a manifestação radicalizou-se, tornando-se numa concentração contra o VI Governo Provisório. Foram cercados por cerca de cem mil trabalhadores, incluindo o primeiro-ministro Pinheiro de Azevedo e, se não fossem os helicópteros, o Governo, refém, não teria recebido nada do exterior. Os trabalhadores colocaram-se todos juntos nas escadas do palácio com faixas e bandeiras vermelhas, e gritaram slogans. Mais tarde, o primeiro-ministro requisitou resgate, a si e aos seus ministros, aos Comandos, que recusaram. Depois, requisitou um helicóptero para resgatar certas pessoas; pedido que, ao ser ouvido pela Polícia Militar, esta alertou os trabalhadores, que o impediram de aterrar. Depois de 36 horas, todas as exigências dos trabalhadores da construção civil foram aceitadas pelo primeiro-ministro, em efeito a partir de dia 27 de novembro.
O VI Governo suspendeu funções a 20 de novembro. Pinheiro de Azevedo numa entrevista famosa, disse estar "cansado de ser sequestrado", e que, ao adicionar a outras causas, suspendeu o governo devido às manifestações, sendo "tantas que já nem se lembra bem quais". Pinheiro de Azevedo disse que o Estado já tinha sido desestabilizado, e, visivelmente irritado, à pergunta de uma jornalista sobre a situação militar, falou que "[a] situação, tanto quanto sei, é a mesma: primeiro, plenários [reuniões democráticas dos soldados] são realizados e depois são dadas ordens [ao Governo]!". A paralisia foi total, e o governo declarou efetivamente que não iria fazer nada "político", e anunciou que "estamos em greve, todos estão em greve, o governo também está em greve", agindo unicamente a título administrativo até à resolução do conflito de poder. O governo ameaçou exilar-se no Porto, respaldados por agricultores e camponeses no Norte que ameaçavam cortar o fornecimento de alimentos à "comuna vermelha de Lisboa". O cerco físico aos edifícios governamentais, e da Assembleia Constituinte, simbolizaram o enfraquecimento do Estado e do poder político, num "confronto clássico de poder — os que se encontravam no topo 'já não podiam continuar como antes' e os que se encontravam abaixo 'já não queriam ficar abaixo'". A ocupação do Palácio de São Bento foi gravada por Robert Kramer [en] no filme "Cenas da Luta de Classes em Portugal".
Cinco dias depois, com o país e o governo suspenso, desenrolou-se a movimentação militar que iniciou o processo de estabilização de uma democracia representativa em Portugal, liderado por figuras saídas vitoriosas do 25 de Novembro como Ramalho Eanes.

## Movimentação militar

### 25 de novembro
O Conselho da Revolução (CR) lançou um comunicado, na madrugada do dia 25, no culminar de uma discussão extensa e acalorada, onde declarou Vasco Lourenço comandante da Região Militar de Lisboa (RML). Após o fim da reunião, Otelo Saraiva de Carvalho deslocou-se até ao Comando Operacional do Continente (COPCON), onde estavam reunidos alguns oficiais. Segundo Otelo, "[s]abia que estava aquela malta toda em polvorosa à minha espera, e vou lá dizer-lhes qual tinha sido a sentença final. Quando acabo de explicar que, de facto, prescindi do lugar de comandante da Região Militar de Lisboa, […] o Costa Martins, da Força Aérea, que estranhamente lá apareceu, é o primeiro a tomar a palavra para dizer alto e bom som que os paraquedistas não aceitam essa situação e que vão ocupar as bases aéreas e o Comando da Região Aérea". Após sair do COPCON, Otelo ficou incomunicável durante as horas conseguintes. Os paraquedistas da Base Escola ocuparam rapidamente a Base Aérea de Tancos, a Base Aérea de Monte Real, e a Base Aérea do Montijo, assim como o Estado-Maior da Força Aérea, almejando a neutralização dos meios aéreos e o controlo das comunicações da Força Aérea. O Regimento de Artilharia de Lisboa (RALIS), pouco após, montou um aparato militar nos acessos à autoestrada do Norte, ao Aeroporto da Portela e na zona de Beirolas, em Loures, que continha armazenado o depósito de material de guerra. As tropas da Escola Prática de Administração Militar (EPAM) ocuparam os estúdios da Rádio e Televisão de Portugal (RTP) e tomaram controlo das portagens da autoestrada do Norte. O Serviço de Deteção e Coordenação da Informação (SDCI), serviço de informação militar, entrou em estado de alerta. Por volta das sete da manhã, os paraquedistas ocuparam o comando da 1.ª Região Aérea, em Monsanto, Lisboa, e prenderam o seu comandante. Aqui, é dado o alerta à Presidência da República que "o 'golpe' está na rua". Ainda não é exequível delinear com precisão o perfil destas movimentações; as ações dos paraquedistas, RALIS E EPAM podiam pertencer a um plano amplo da esquerda revolucionária, ao qual se inseriam outras unidades, como o COPCON e a Polícia Militar (PM).
O Grupo dos Nove deslocou-se até Belém, almejando manterem-se no campo institucional, e o Presidente Costa Gomes assumiu a liderança. Sondar posições, controlar o armamento e evitar a guerra civil, que era temida, passaram a ser as prioridades. Por volta das nove da manhã, Costa Gomes convocou uma reunião extraordinária do CR, onde participaram, também, os chefes militares. Começou a ser preparada a criação de um posto de comando no Palácio de Belém, dirigido pelo Presidente, e coadjuvado por Vasco Lourenço e Rocha Vieira, chefe do Estado-Maior do posto de comando. Foi apresentado a Costa Gomes, uma hora depois, o plano de operações dos moderados, cuja aprovação ponderou, pois, implicaria novas ações e, principalmente, declarar estado de sítio. Eram necessárias providências, primeiramente tentar negociar com os paraquedistas. Foi dada a responsabilidade a Costa Martins de conseguir a retirada dos paraquedistas das bases ocupadas, através da promessa de que a situação seria reexaminada. Contudo, por não ter respondido, e por não conhecer o seu paradeiro, Costa Gomes emitiu uma nota oficiosa onde anunciou aos paraquedistas que haverá uma resposta violenta "se se mantiver esse aventureirismo irresponsável". Em simultâneo, contactou os diferentes regimentos, usando a linha telefónica, para apurar que não existia nenhuma contestação em denegação a tal medida. Otelo continuou desaparecido, e a tentativa de localizá-lo foi mal sucedida. Mais tarde, voltou a usar o telefone para contactar com alguns dirigentes da Intersindical e com Álvaro Cunhal, então Secretário-Geral do Partido Comunista Português (PCP). As medidas providenciais levaram à desmobilização popular, numa altura em que a população começava a cercar o Forte de Almada, o Regimento de Comandos (RC) da Amadora, os fuzileiros do Alfeite e o RALIS, podendo levar à distribuição de armas a civis. Há consenso entre quase todos os participantes deste acontecimento complexo sobre o papel fundamental, neste momento, realizado pelo Presidente da República. O mérito de Costa Gomes está evidente em ter conseguido manter o CR reunido durante a crise inteira, já que, ficando em Belém, estariam impedidos de tomar partido ou de dirigir movimentações, e também tentou fazer o mesmo com os comandantes de certas unidades militares, nas quais havia incertezas sobre a posição que tomariam. Também foi determinante o papel desempenhado por Otelo, que chegou a Belém na altura em que muitos receavam que fosse, ou pudesse vir a ser, o líder da "sublevação".
Costa Gomes decretou convictamente o estado de sítio na RML às 16h30. Após decretar, permitiu aos moderados, com quem tivera extensas conversações, terem conhecimento do seu plano de operações. Não obstante a falta de consenso sobre a liderança, cada vez maior, de um plano e de uma coordenação de ações, por volta das 17h30, há uma tentativa de inverter a situação por parte dos sublevados. Na rádio da Polícia Militar, houve um apelo ao envio de reforços para a Emissora Nacional (EN), e logo saíram tropas da PM, com o SDCI a distribuir armas e fardamentos a civis. Varela Gomes instalou-se no COPCON almejando comandar as operações. Duran Clemente, comandando a ocupação da RTP, às 18h, solicitou numa emissão em direto pela televisão a mobilização da população junto aos quartéis da RTP e da EN. Os moderados iniciaram a sua ofensiva no posto operacional da Amadora, liderado por Ramalho Eanes. Um pelotão blindado do RC do Porto movimentou-se até à Base Aérea de Cortegaça, onde estavam os 123 oficiais que abandonaram a base de Tancos uma semana antes. Jaime Neves, pouco após das 19h, saiu com uma força do RC da Amadora e cercou as instalações da Força Aérea em Monsanto, resultando na rendição de seus ocupantes. O domínio dos meios de comunicação passou a ser o objetivo mais importante. A Emissora Nacional, às 20h45, mudou a sua emissão para o Porto. O Sindicato dos Trabalhadores da Construção Civil convocou uma concentração junto à sede do sindicado através do Rádio Clube Português (RCP). O CR interveio, e convocou um destacamento da Escola Prática de Cavalaria de Santarém a Porto Alto, que continha os emissores de onda média, e, às 22h10, a emissão do RCP foi interrompida. As emissões da RTP passaram a ser feitas no Porto. No decorrer da noite, a situação começa a acalmar. Costa Gomes, pouco depois das 21h, dirigindo-se ao país através da rádio e da televisão, informou que "na área geograficamente definida pelos limites da Região Militar de Lisboa passa a vigorar o estado de sítio parcial". A 1.ª Região Aérea foi retomada por Pinho Freire e a Base Aérea de Monte Real, assim como a Base Aérea da Ota, foram desocupadas, bases essas que tinham caído em poder dos paraquedistas durante a tarde. As movimentações civis em Lisboa deram-se principalmente na rua da sede do SDCI e na da PM, e começaram a ser contidas.

### 26 — 28 de novembro
Na madrugada seguinte, dia 26 de novembro, perduraram movimentações militares, não obstante a frágil e incerta situação dos sublevados. O CR decidiu dissolver o COPCON e ordenou a presença de todos os seus comandantes no Palácio de Belém. A rendição da PM deu-se de manhã, num dos episódios mais dramáticos do acontecimento. Apesar de estarem perto, existiu uma falha na comunicação entre as forças de Jaime Neves que sitiavam a PM, e o Palácio de Belém. Após várias ligações com o major Campos Andrada, Vasco Lourenço conseguiu fazer com que se apresentasse em Belém; contudo, o ataque não foi suspenso, e causou três mortos. O Comando da PM, constituído por Campos Andrada, Cuco Rosa e Mário Tomé, foi levado a Belém, e recebeu ordem de prisão, assim como Diniz de Almeida, que chegou durante a manhã. A situação no RALIS era instável. A posição dos moderados começou-se a cimentar, com a comprovação de várias unidades. Uma unidade da Escola Prática de Cavalaria, liderada por Salgueiro Maia, parou a 5 km de Lisboa; a unidade de Cavalaria de Estremoz progrediu sobre Setúbal; a Região Militar do Norte mandou os Regimentos de Calavaria e de Infantaria reforços no começo da tarde para Mafra, para a Escola Prática de Infantaria; e também receberam o apoio de outras unidades na Região Militar do Centro, nomeadamente de Aveiro, Viseu e Tomar — e as posições dos sublevados começaram a desmoronar. Os acontecimentos no Forte de Almada começaram a normalizar; os fuzileiros dispersaram a população que se tinha concentrado junto à unidade, e o comando, entretanto, foi substituído; a situação no RALIS desenvolveu-se de forma semelhante, com a saída dos populares e o regresso dos soldados ao quartel. A EPAM sucumbiu, e voltou ao comando da Região Militar de Lisboa; e na Armada procederam as reuniões de esclarecimento interno.
No dia 27, a conjuntura continuou a normalizar-se, e no fim da tarde o COPCON foi cercado e ocupado pelos comandos da Amadora, resultando em nove detenções, das dezenas de oficiais já encarcerados em Custoias. A Base Aérea do Montijo foi desocupada durante a noite. Costa Gomes, Morais da Silva, Melo Antunes, Pires Veloso, entre outros, falaram na televisão com o objetivo de acalmar a população; ainda que não controlassem todas as unidades, os moderados estavam à beira da vitória. Dia 28, já se falou de "vitória", embora não se soubesse de quem.

## Análise histórica

### Plano dosmoderados
Há um forte consenso historiográfico que, desde o verão de 1975, o Grupo dos Nove formulara um plano para executar um golpe militar, que restituísse a hierarquia nas Forças Armadas. Eduardo Lourenço, a 3 de dezembro de 1975, disse que "não sei quem ganhou ao certo, embora creia que tenha sido a Revolução possível e lúcida. Mas sei quem perdeu — o verbalismo, o mimetismo ultrarrevolucionário e a sua miragem frenética de sovietizar em dois tempos este País. Melo Antunes, em 1998, afirmou que "além das ações legais ou semilegais a que deitámos mão para obter a supremacia militar, também desenvolvemos ações clandestinas para nos prepararmos para uma confrontação que eu julgava inevitável […] Tínhamos uma organização militar em marcha. Os moderados tinham um plano evidentemente definido. Durante o verão, o Grupo dos Nove começou a contactar os comandantes da Região Militar de Lisboa, da Região Militar do Norte e da Região Militar do Centro, quando a impossibilidade de "conciliação" com os setores gonçalvista e copconista tornou-se evidente. São indubitáveis os apoios acumulados pelo plano, de oficiais das unidades principais do Exército, da Força Aérea, e, em menor quantidade, da Armada. De acordo com José Manuel Barroso, numa entrevista em 1995, "o plano previa apenas uma intervenção em Lisboa, devendo a Força Aérea apoiar os comandos e neutralizar os pontos inimigos: COPCON, RALIS, fuzileiros, navios de guerra. Se perdessem a capital, os moderados retirar-se-iam para a linha Mafra-Santarém, cortariam a água e a eletricidade a Lisboa e avançariam para o sul, contando com os apoios de reserva do Norte e do Centro. PS [Partido Socialista] e PPD [Partido Popular Democrático] constituiriam o apoio civil". Na formulação do plano participaram Ramalho Eanes, Loureiro dos Santos, Garcia dos Santos, Aurélio Trindade, Tomé Pinto e Rocha Vieira. A tese de que a essência do plano dos moderados, comum por algum tempo, é cada vez mais posta em causa, de que os operacionais cingiram-se a formular uma resposta a uma possível tomada de poder por forças "inimigas". Vasco Lourenço coloca como indubitável a possibilidade de um plano ofensivo: "eu admito hoje que se a situação não estivesse desbloqueada e não tivesse aparecido o 25 de Novembro, o Eanes, ao arrepio do grupo dos Nove, provavelmente teria avançado para um plano ofensivo". O questionamento da "tese do plano defensivo" começou, segundo o mesmo, quando os planos militares levaram a público as primeiras denúncias, como no caso do "Plano dos Coronéis".
Neste contexto, aparecem questões sobre possíveis ligações de operacionais a grupos de extrema-direita. Foram executadas investigações para provar o estabelecimento de ligações entre o círculo de Eanes e as redes de extrema-direita localizadas no norte do País, contudo, não são conhecidos os contornos de tais ligações. Os contactos, neste momento, entre o PS e o plano dos moderados são mais explícitos. Edmundo Pedro, referiu, em 1987, os intensos contactos entre ambos, almejando a formulação de "uma estratégia conjugada, ao nível global, de modo a assegurar o seu desenvolvimento simultâneo, integrado nos dois planos — militar e civil". Ramalho Eanes, sobre esse tema, falou em 1987 que "as relações preferenciais do grupo eram com o PS", e que existiam "várias reuniões com elementos do partido para a eventualidade de eles terem de participar numa ação deste tipo. Eles próprios se tinham comprometido a arranjar armas, e arranjaram, mas sem interesse…".
Existe uma polémica sobre a questão da distribuição das armas a civis. Em simultâneo, também se veio a saber do envolvimento do PS na preparação de uma futura intervenção estrangeira em Portugal. Antes do 25 de Novembro, Mário Soares reuniu-se com o primeiro-ministro James Callaghan para coordenar a ingerência militar do Reino Unido em Portugal caso irrompesse um golpe comunista, ao qual respondeu positivamente, garantindo o apoio, e despachou um oficial dos serviços secretos britânicos. Dessas conversas, também foi formulado um plano caso houvesse a eclosão de uma guerra civil, que contaria com vários tipos de operações clandestinas, apoio logístico aos militares moderados e a utilização de meios aéreos e marítimos para abastecimento na zona norte. De acordo com o ex-primeiro-ministro Vasco Gonçalves, a deslocação de Mário Soares ao Norte, no dia 25, fazia parte do plano: ele seria o líder da resistência civil, e a sua segurança e liberdade teria, assim, de ser assegurada, se ocorresse a tomada de Lisboa pelos revolucionários. Segundo Gonçalves, esse plano não foi concretizado devido à forma como o Partido Comunista Português (PCP) e as "forças progressistas" reagiram, não se envolvendo na movimentação, e de Costa Gomes ter concentrado em si a dependência direta de todas as unidades militares.

### Golpe dosmoderados
Segundo a investigadora Maria Manuela Cruzeiro, o 25 de novembro foi resultado de um processo de conflito pelo poder, que teve início no Verão Quente; e foi dado início pelas tropas paraquedistas que ocuparam várias bases aéreas, almejando o apoio do COPCON. Os paraquedistas saíram como resposta devido a provocações repetidas e contínuas durante o mês de novembro através das ordens pelos militares afetos ao Grupo dos Nove, que, em primeiro lugar, "determinaram a desativação da unidade, depois congelaram os seus vencimentos, e, finalmente, mandaram cortar o fornecimento de alimentos e eletricidade à base aérea de Tancos"; assim, em resposta, com a chefia de Ramalho Eanes e com o comando operacional de Jaime Neves e Pires Veloso, é elaborado um golpe com o objetivo de acabar com o Processo Revolucionário em Curso nos moldes de então, e transformá-lo num "Processo Constitucional em Curso". Assim, o pretexto para a realização do golpe "caiu-lhe de bandeja pela ação dos paras", concretizando-o — e as alterações que queria no Grupo dos Nove.
De acordo com a historiadora Raquel Varela, no contexto da crise das Forças Armadas e de governança, entre os três tipos de resposta, está a "aliança do PS, do Grupo dos 9 e de toda a direita que procura criar uma direção sólida (o Conselho da Revolução depois de Tancos) que, ao não conseguir eliminar 'homem a homem' a dualidade de poderes — por centenas de saneamentos e transferências/substituições no Exército — organiza e prepara um golpe militar que se vai dar a 25 de novembro de 1975, iniciando a consolidação do regime democrático-liberal em Portugal".

### Partido Comunista Português

#### Posição
A posição do Partido Comunista Português (PCP) no 25 de Novembro é objeto de muita controvérsia. Em diversas obras, foi defendido que "o 25 de novembro tinha sido uma tentativa de golpe por parte do PCP e da esquerda militar e que a direção do PCP, em cima do golpe, teria recuado perante a capacidade de organização militar do Grupo dos 9 e dos setores mais à direita das Forças Armadas". Na década de 1990, Mário Soares disse que "houve uma tentativa de golpe, animado pela esquerda militar e pelo PCP […] algures na madrugada de 25 para 26 de novembro, Álvaro Cunhal deu ordem para que o PCP se retirasse de qualquer das movimentações que corriam desde a tarde da véspera". Segundo a historiadora Raquel Varela, "a documentação por nós consultada coloca em causa essa tese, quer o papel do PCP no 25 de Novembro quer a sua relação com a esquerda militar". De acordo com Varela, "[a] tese do golpe da 'esquerda' não tem suporte histórico", já que "a esquerda militar, que eventualmente teria um plano que passaria pelas unidades da Região Militar de Lisboa, amparada nas organizações de trabalhadores em apoio aos quartéis, não tinha qualquer comando operacional, nem da esquerda afeta ao COPCON (Otelo aliás desaparece no dia 25 de novembro e fica incontactável) nem da parte do setor da esquerda militar mais próxima do PCP". A análise da historiadora Maria Inácia Rezola sobre a participação não tira conclusões sobre a atuação do PCP no golpe, mas aponta para um recuo do PCP e que no fim da tarde do dia 25 "começava a tornar-se óbvia a ausência de uma liderança consensual, de um plano e de uma coordenação das ações dos sublevados". Segundo Manuela Cruzeiro, "[u]ma enorme dose de putschismo quer no seio dos militares envolvidos; quer nos partidos e organizações de extrema-esquerda mantém o plano inicial embora em constante expectativa. Faltou-lhes sempre um chefe".
Após o fim do V Governo Provisório, segundo Josep Sánchez Cervelló [es], a esquerda militar criou um certo grupo político-militar com ramificações no CR, COPCON, nos três setores das Forças Armadas e no serviço de inteligência SDCI, liderado por Rosa Coutinho. O mesmo historiador afirma que o grupo, que tinha contactos frequentes com o PCP, "preparou um plano para resistir a um golpe dos moderados que, segundo previam, ocorreria antes da independência de Angola; e este plano consistia de dois planos: o civil, onde estaria a Frente de Unidade Revolucionária, o PCP, a Intersindical, a União Democrática Popular, assim como os órgãos de poder popular, e o militar, onde teria um papel a Armada, os paraquedistas e o COPCON. A existência deste diretório é rejeitada por muitos oficiais gonçalvistas; simultaneamente, Raimundo Narciso, ex-membro do Comité Central do PCP, afirmou que houve a preparação de "mílicias armadas" pelo partido. Durante a queda do V Governo Provisório e durante o VI Governo Provisório, o PCP rejeitou as ações da esquerda militar, e, para o PCP, esta era um problema e não a solução. A oposição do PCP à dualidade de poderes nas Forças Armadas exprimiu-se explicitamente através de declarações públicas, na capa do jornal Avante!, e no boletim de organização; e defendeu como alternativa a reestruturação do MFA, e a coordenação nacional das comissões de trabalhadores. O PCP era — e é — contra todas as tentativas de insurreição e apelou aos militantes, sobretudo desde o Verão Quente, para que não dessem o seu apoio a nenhum golpe militar, ou que liderassem uma insurreição de trabalhadores e de aliados seus; mas não significa que não havia preparação para responder a um golpe militar de direita, e que, ao lado da esquerda militar, o PCP não tivesse lutado contra os saneamentos. Em unidade com a esquerda militar, não se posicionou contra o VI Governo, mas para negociar uma recomposição vantajosa para si.
No dia da movimentação, o PCP mobilizou as células operárias que liderava, localizadas em múltiplas empresas, onde também estavam contidas a Emissora Nacional e a RTP, e ordenou aos Comités de Defesa da Revolução (CDR) de Lisboa para ficarem vigilantes. Manuela Cruzeiro avisa que não significa que "tivesse em mente um levantamento ou um golpe militar clássico". Cruzeiro menciona que a maioria dos quadros e dirigentes assistiram, mas não participaram na movimentação; e ordenaram à desmobilização da Intersindical e das atividades civis que esta ia liderar, que foi "o verdadeiro golpe de rins"; e não autorizaram a saída dos fuzileiros que lideravam. Além disso, às centenas ou milhares de simpatizantes e militantes que as pediram, ao pé das suas sedes e das unidades militares. Segundo Varela, "quer as movimentações no Ralis, como na EPAM, como na PM, dirigidas por setores de esquerda, nas duas primeiras afetos ao PCP, não são ações provocadas pela esquerda mas em resposta às ações de direita". De acordo com Cruzeiro sobre essas movimentações, "e se bem que o argumento chave baseado na cronologia dos factos (os páras [paraquedistas] foram os primeiros) sirva como legitimidade formal, na realidade, excluindo a ação dos páras, que não constava de nenhum plano consistente, a esquerda acaba por se limitar e responder às ações da direita: o Ralis monta o seu dispositivo de alerta em resposta às barricadas de Rio Maior; a EPAM e a PM montam o seu em resposta às ameaças vindas dos comandos". O comunicado da Comissão Política do PCP do dia 25 de novembro indicou a sua confiança na vitória da reposição da hierarquia nos quartéis, e não foi um comunicado onde sobre aguardar e analisar a correlação de forças até se tomar uma decisão. No comunicado, é afirmado que "as unidades progressistas perderam posições, apesar de apoiadas corajosamente pelas massas trabalhadoras", e indicou como tática o recuo da esquerda, "[a]s forças de esquerda cometeriam também grave erro se sobrestimassem as próprias forças e tentassem qualquer ato desesperado".
Ernesto Melo Antunes, do Grupo dos Nove, no dia 26 de novembro, disse através de transmissão televisiva "que o PCP é indispensável para construir a democracia portuguesa", posicionando-se assim contra o PS e os setores mais à direita, que pediam a ilegalização do partido, que continuou a fazer parte do VI Governo Provisório. Segundo Raquel Varela, "[n]o campo de quem dirigiu o golpe havia, tudo indica, uma ala política que queria isolar o PCP e uma ala militar que, talvez porque reconhecesse o peso político e militar do PCP, achou por bem negociar com ele e encontrar uma saída política que o enquadrasse". Álvaro Cunhal disse que, do lado dos comunistas, não havia uma cadeia de comando militar, plano, organização ou poder para avançar, e desmente as teses que "insistem em afirmar que o PCP preparava e que desencadeou um golpe militar para tomar o poder", pois o PCP, diz, não almejava uma solução militar, e sim política, para a crise que desenrolava. Vasco Gonçalves, Varela Gomes, e Martins Guerreiro, entre outros, corroboram a mesma ideia. Outros defendem a tese do recuo, e, acusando o PCP de ter promovido um golpe de Estado, afirmam que este teria recuado no último momento, "abandonando a extrema-esquerda à sua sorte", como, por exemplo, Mário Soares e Freitas do Amaral; este último defende que "a retirada do PCP terá sido negociada com Costa Gomes, porque Cunhal percebeu que não podia ganhar".
"A ser verdade a tese do 'recuo', teríamos de concluir por uma direção inoperante e estrategicamente desnorteada, que durante quatro meses mobiliza os militantes para uma solução política e opõe-se a uma solução militar — ainda nos jornais das vésperas de 25 de novembro — e, de repente, põe em execução essa solução militar. A tese do 'recuo' não tem fundamento porque pressupõe que o PCP preparou um golpe sem o preparar, ou seja, que o PCP apoiou um golpe de estado sem um comando militar operacional para o mesmo. E que, em pleno golpe, ainda no dia 25, sem nunca ter chegado a mandar a base militante avançar, recua, desmobilizando a Intersindical, porque teria temido o peso militar da direita, quando este era francamente, e segundo todos os estudos, muito inferior à força militar da esquerda. Finalmente, esta tese não procura sequer explicar por que teria o PCP tentado dar um golpe, sem preparação militar e política, para fazer aquilo que poderia ter feito com o V Governo, com muito menos resistência."— Raquel Varela sobre a tese do recuo do PCP.

#### Discurso de Álvaro Cunhal
A 7 de dezembro de 1975, no discurso que Álvaro Cunhal fez na Praça do Campo Pequeno, designou a esquerda militar como "sectária, aventureira", e de ter "deixado de ter um papel na revolução". Este discurso precedente ao novo programa do Partido, apresentado no Comité Central de 13 de dezembro, assumiu o corte com a esquerda militar e iniciou o apoio à reposição da hierarquia nas Forças Armadas e à cessação do Movimento das Forças Armadas por parte do PCP. No início do discurso, Cunhal informa que a posição do Partido no 25 de novembro tivera contestação interna, e dirigiu-se primariamente aos que "estiveram e continuam estando com o partido, seguindo a sua orientação"; e, depois, classificou o 25 de novembro de "sublevações militares", onde a direita teve responsabilidades pelos saneamentos em Tancos. Depois, rejeitou qualquer participação do PCP na preparação de um golpe, e recordou que "salvo o caso dos paraquedistas na fase inicial, cada unidade sublevada remeteu-se a uma posição defensiva". Em relação ao movimento operário, explicitou que "exclusivamente a título individual" certos trabalhadores e militantes do PCP demonstraram apoio às unidades sublevadas. Para o PCP, Cunhal indicou que a "a tragédia do 25 de novembro" deu-se por entrarem em conflito militares que "deveriam ter-se entendido para uma solução política", e apelou à sua unidade: "[c]remos que seria um erro fatal se hoje se estabelecesse uma divisão efetiva e irremediável entre os militares sublevados e os que dominaram a sublevação".
Nesta análise, a crise teve origem em agosto, com a "acentuação do sectarismo e a formação do Grupo dos Nove" que levou a uma divisão no MFA, possibilitando assim que "a reação tivesse caminhado na esteira do Grupo dos Nove e do PS"; aqui, avisou o PS para não se guiar pela política de direita, que "levaria à instauração de uma nova ditadura", e apelou ao apoio do Grupo dos Nove, que, aliado ao PCP, impediu esta instauração. Desta análise política, que do 25 de novembro originou-se uma aliança de facto entre o Grupo dos Nove e o PCP, que este leva a cabo a isolação da esquerda militar do movimento dos trabalhadores, com a sua derrota nos quartéis.
"Com a esquerda militar, e com certos setores políticos da esquerda sucedeu, em sentido inverso, coisa parecida. Esses setores, na luta contra a direita, aliaram-se com setores esquerdistas pseudo-revolucionários, cujo radicalismo, divisionismo, exaltação verbal voltada para uma solução de força de tipo putshista, contribuíram para dificultar e de certa forma impedir uma solução política da crise (tal como o PCP defendia) através da negociação e da reunificação das várias tendências do MFA e de uma remodelação dos órgãos de poder. Nesses setores esquerdistas há sem dúvida gente sincera, homens e mulheres que anseiam, tal como nós, a liberdade, o progresso social, o socialismo. Mas a sua orientação fechada, sectária, divisionista e aventureirista foi uma pesada hipoteca para toda a esquerda, que veio a pagar caro tal aliança. Esses setores não se mostram inclinados para aprenderem com a experiência. Aprendam eles ou não aprendam, o movimento operário e popular tem necessariamente de aprender."— Álvaro Cunhal sobre a esquerda militar.
A seguir, Cunhal referiu que "os elementos esquerdistas" conseguiram ter influência em algumas unidades, mas que, ao insistirem ser "contra o Conselho da Revolução" e ao rejeitarem negociações com "os Nove e com setores moderados", causaram uma divisão. É referido o Quadro Permanente pela primeira vez desde o começo do processo revolucionário, e responsabilizou a esquerda por liderar uma "contestação global do Quadro Permanente, o que facilitou a deslocação para a direita de militares", e afirmou que "[n]uma perspetiva mais longa, aquilo a que se chamou a esquerda militar poderá readquirir importante papel no País. No momento presente deixou de ser para a revolução portuguesa, de forma concreta e prática, e em termos de força, aquilo que foi desde o 25 de abril até ao 25 de novembro: um setor dinamizador e revolucionário do MFA e uma das principais forças motoras da revolução portuguesa". Cunhal referiu as mudanças profundas que tomaram lugar no seguimento do 25 de novembro, a oportunidade de voltar uma aliança estratégica com o Grupo dos Nove e o PS, e que, sem a esquerda militar, essa política de alianças ficou facilitada: "[p]or paradoxal que pareça, a derrota da esquerda militar, pelos trágicos ensinamentos que traz e pelos perigos imediatos que levanta, cria condições novas para a unidade das forças interessadas na salvaguarda das liberdades, da democracia, da revolução".

## Legado
O facto de se tratar de um tema polémico e de divisão entre os espetros políticos em Portugal levou a que esta efeméride não seja comemorada, de forma consensual, à semelhança de outras datas de importância histórica no país.
Em novo contexto de polarização, em 2024 a Assembleia da República decidiu comemorar anualmente o 25 de Novembro de 1975 em igualdade de circunstâncias com o 25 de Abril de 1974. A medida foi implementada pela primeira vez em 2024, proposta do CDS/PP com votos a favor do PSD, Iniciativa Liberal e Chega. PS, BE, PCP e Livre votaram contra e PAN absteve-se.
Já a proposta do Chega de tornar o 25 de Novembro feriado nacional, juntou apenas o apoio de Chega e CDS/PP, com a abstenção da Iniciativa Liberal. Todos os outros partidos votaram contra. Estas votações são ilustrativas das divisões ainda existentes na sociedade portuguesa, cinco décadas após o 25 de Abril de 1974.
Apesar disso, registam-se periodicamente várias menções públicas à Crise de 25 de novembro de 1975 ou aos seus intervenientes:
- Nomenclatura de ruas em Angra do Heroísmo,[55] Aveiro,[56] Leiria,[57] Ovar,[58] Torres Novas[59] e Oeiras;[60]
- Condecoração póstuma do general Pires Veloso, em 2022, pelo Presidente da República.[61][62]